# Matthew Oakeshott
Pour les articles homonymes, voir Oakeshott.
Matthew Alan Oakeshott, baron Oakeshott de Seagrove Bay (né le 10 janvier 1947), est un gestionnaire d'investissement britannique et membre de la Chambre des lords, siégeant comme libéral-démocrate.

## Jeunesse et éducation
Matthew Alan Oakeshott est né le 10 janvier 1947 de Keith Robertson Oakeshott et Eva Clutterbuck. Oakeshott fait ses études à Charterhouse avant de fréquenter l'University College d'Oxford et le Nuffield College d'Oxford, où il obtient une maîtrise.

## Carrière
Oakeshott travaille au ministère des Finances et de la Planification économique du Kenya de 1968 à 1970. De 1970 à 1972, il fait des études supérieures au Nuffield College, à Oxford, bien qu'il n'ait pas obtenu de diplôme d'études supérieures. Il rejoint le Parti travailliste et est conseiller au conseil municipal d'Oxford.
Il se présente à deux reprises, sans succès, à la Chambre des communes du Royaume-Uni, comme travailliste, au siège de Horsham et Crawley en 1974, puis en tant que candidat du SDP-Alliance libérale pour le siège de Cambridge en 1983.
De 1972 à 1976, Oakeshott est assistant parlementaire du travailliste Roy Jenkins dans l'opposition. Lorsque Jenkins devient ministre de l'Intérieur, Oakeshott est son conseiller spécial. Jenkins le charge de "garder un œil" sur la négociation du Marché commun en forgeant une relation étroite avec le cabinet de George Thomson à Bruxelles, mais aussi de garder le contact avec le parti travailliste et d'aider à rédiger des discours et des articles de journaux. Il joue un rôle déterminant dans l'équipe qui rédige la déclaration de Limehouse Owen le décrit comme « un « fédéraliste » de la CEE.
Après cela, Oakeshott devient directeur de Warburg Investment Management, poste qu'il occupe jusqu'en 1981, puis directeur d'investissement du fonds de pension Courtaulds jusqu'en 1985. Il est l'un des administrateurs fondateurs d'OLIM en 1986 et est maintenant président d'OLIM Property Limited, qui investit dans l'immobilier commercial à travers le Royaume-Uni pour des fonds de pension, des fonds d'investissement et des œuvres caritatives. Il est co-directeur des investissements de Value and Income Trust plc (VIN).

### Chambre des Lords
Il est créé pair à vie en tant que baron Oakeshott de Seagrove Bay, de Seagrove dans le comté de l'île de Wight le 1er mai 2000, et devient porte-parole libéral-démocrate pour le Trésor à la Chambre des Lords de 2001 à 2011 et porte-parole des pensions de 2002 à 2010. Il est un fervent partisan de la Réforme de la Chambre des Lords.
Depuis la formation du gouvernement de coalition en mai 2010 jusqu'à sa démission des Lib Dems en mai 2014, Lord Oakeshott est très critique à l'égard des politiques de la Coalition. Il démissionne de son poste de porte-parole du Trésor par « accord mutuel » en février 2011, après avoir qualifié de «pitoyable» le projet Merlin de la Coalition avec les banques sur les prêts et les bonus. Il critique alors sa politique économique, où il s'oppose notamment à la baisse du taux maximum d'imposition à 45p et aux "mesures d'austérité". Il s'oppose à la législation clé de la coalition telle que la loi sur la santé et la protection sociale et aux commissaires de police élus. Il appelle à la démission du ministre conservateur Jeremy Hunt pour sa gestion de BSkyB et, en juillet 2012, qualifie le chancelier conservateur de l'Échiquier George Osborne de "chancelier d'expérience", suggérant qu'il devrait démissionner et être remplacé par Vince Cable.
En 2012, il est déjà préoccupé par l'avenir des Lib Dems, étant très critique à l'égard du leadership de Nick Clegg. Au cours de la dernière partie de 2013, Oakeshott commence à demander à Nick Clegg de démissionner de son poste de chef des libéraux-démocrates, suggérant même que la coalition pourrait devoir se dissoudre. Oakeshott finit par démissionner du parti et prend un « congé autorisé » de la Chambre des lords,.
Pour tenter d'«aider à sauver notre pays d'un gouvernement conservateur qui s'accroche à Ukip» en janvier 2015, il fait don de 300 000 £ au total à 15 candidats travaillistes aux élections générales de 2015, 300 000 £ à 15 libéraux démocrates et 10 000 £ à la seule députée du parti Vert, Caroline Lucas. Il prend congé de la Chambre des Lords le 28 février 2020.

## Famille
En 1976, il épouse Philippa Poulton, médecin. Ils ont deux fils, Joseph et Luke, et une fille, Rachel.
Il est apparenté à la journaliste conservatrice Isabel Oakeshott.